# Архипов, Юрий Иванович
Ю́рий Ива́нович Архи́пов (16 марта 1943, Малая Вишера, Ленинградская область — 23 сентября 2017) — русский переводчик, публицист, журналист, литературовед и критик. Лауреат премии «За верность Слову и Отечеству» имени Антона Дельвига.

## Биография
Родился 16 марта 1943 года в Малой Вишере. 
Первые послевоенные годы провёл в Таганроге, где учился в средней школе № 2 им. А. П. Чехова, затем окончил с серебряной медалью школу в Киеве. Выступал в составе сборной УССР по водному поло. С 1960 года учился на филологическом факультете МГУ, там же в 1969 году окончил аспирантуру. С 1969 года работал в Институте мировой литературы им. А. М. Горького РАН (ИМЛИ). В 1979 году защитил кандидатскую диссертацию «Австрийская драматургия 1930-40-х гг.».
Переводил с немецкого языка прозу и драматические сочинения, в том числе произведения Э. Т. А. Гофмана, Г. Грасса, Ф. Кафки, Г. Гессе, Эриха Марии Ремарка. На немецкий язык перевёл с русского несколько произведений Константина Леонтьева.
После 1990 года много выступал как публицист и литературный критик консервативно-патриотического направления, был постоянным автором журнала «Москва» и «Литературной газеты», опубликовал, в частности, ряд одобрительных статей о прозе Владимира Личутина и сатирический отзыв о поэзии Дмитрия А. Пригова.

## Семья
Дочь — Татьяна Ребиндер.

## Основные работы
- Триумф и трагедия Стефана Цвейга. // Цвейг С. Нетерпение сердца. Исторические миниатюры. Перевод с немецкого. Послесловие Ю. Архипова. Иллюстрации А. Ляшенко. — М.: Правда, 1981.
- «Родное и вселенское» // «Литературная газета», сентябрь 1990